# Henry Moore
Henry Spencer Moore (Castleford, Engleska, 30. srpnja 1898. – Much Hadham, 3. kolovoza 1986.) - engleski kipar i umjetnik. Najpoznatiji je po monumentalnim apstraktnim brončanim skulpturama, koje su javno izložene u mnogim dijelovima svijeta.
Oblici njegovih skulptura obično su apstraktne predodžbe ljudskog tijela, često majka s djetetom ili figure u ležećem položaju. U 1950.-i, imao je fazu u kojoj je radio skulpture obiteljskih grupa, a tijekom većeg dijela karijere radio je skulpture inspirirane ženskim tijelom. Mnoge njegove skulpture imaju rupe, praznine unutar oblika. 
Bio je sin rudarskog inženjera. U djetinjstvu je živio siromašno. S 11 godina odlučio se baviti kiparstvom. Ranjen je u Prvom svjetskom ratu u bici u Francuskoj 1917. Studirao je kiparstvo u Leedsu i Londonu. Posjećivao je muzeje po Engleskoj, Italiji i Francuskoj, učio je, promatrao je skulpture. Na njega je utjecaj imala ležeća skulptura Tolteka i Maja izložena u Louvreu. Proslavio se brončanim i mramornim skulpturama i pokrenuo novi oblik modernizma u Ujedinjenom Kraljevstvu. Družio se s Pablom Picassom, Albertom Giacomettijem i drugim poznatim umjetnicima. Zanimao se za nadrealizam. Za vrijeme Drugog svjetskog rata, oštećena mu je kuća, preselio se sa ženom Irinom u London. Crtao je ljude u londonskoj podzemnoj željeznici, gdje su tražili utočište od bombandiranja.
Obogatio se svojim umjetničkim radovima. Živio je štedljivo, imao je malu kuću, većinu zarađenog novca usmjerio je na svoju fondaciju (eng. Henry Moore Foundation), koja promiče umjetnost i obrazovanje. Imao je još za života brojne izložbe svojim radova. Dobivao je brojne narudžbe za izradu skulptura, uključujući i skulpture ispred UNESCO-ove zgrade u Parizu 1957. i u blizini palače Westminster u Londonu 1962.
Utjecao je na velik broj engleskih i svjetskih kipara.

## Galerija
- West Wind (1928.) Portland kamen, London
- Family Group (1950.) bronca, Stevenage
- Three Piece Reclining Figure No. 1 (1961.) bronca, Yorkshire
- Locking Piece (1963.) bronca, London
- Two Piece Reclining Figure No. 5 (1963.-'64.) bronca, Kenwood House, London
- Two Piece Reclining Figure No. 5 (1963.-'64.) bronca, Kenwood House, London
- Three Way Piece No. 2 (The Archer) (1964.-'65.) Toronto
- Three Forms: Vertebrae (1968.-'69.), Jeruzalem.